# Борст, Элс
Элс Борст (нидерл. Els Borst, урождённая Элсе Эйлерс, нидерл. Else Eilers; 22 марта 1932, Амстердам — 8 февраля 2014, Билтховен, община Де-Билт) — нидерландский медик и политик, министр здравоохранения Нидерландов (1994—2002).

## Ранние годы
Родилась в семье чиновника и получила имя в честь актрисы Элсе Маус. Выросла в районе Амстердама со значительной долей еврейского населения, поэтому в годы Второй мировой войны тяжело переживала аресты и депортации соседей, классной руководительницы. В 1950 году окончила гимназию имени Барле в Амстердаме. Затем в 1950—1958 гг. училась на медицинском факультете Амстердамского университета, где получила диплом врача. В 1955 г. вышла замуж за Яна Борста, брата своей одноклассницы (а также биохимика Пита Борста).

## Медицинская карьера
Первоначально Борст собиралась быть врачом-педиатром, но эта работа оказалась несовместимой с заботой о собственных детях, и Борст перешла на службу в центральную лабораторию переливания крови при нидерландском Красном кресте. В 1969—1976 гг. она возглавляла банк донорской крови в больнице Утрехтского университета. Здесь она занималась исследованиями резус-конфликта и в 1972 г. защитила докторскую диссертацию, посвящённую резус-иммунизации женщин. В 1976—1985 гг. главный врач больницы Утрехтского университета. В 1986—1994 гг. занимала должность заместителя председателя Национального совета по здравоохранению — консультативного органа при правительстве страны. Одновременно с 1992 г. Борст была экстраординарным профессором Амстердамского университета, преподавая курс оценки клинических действий.

## Политическая карьера
В 1969 г. Борст вслед за мужем вступила в недавно созданную партию Демократы 66, в 1973 г. стала секретарём отделения партии в Утрехте. После того, как на парламентских выборах 1994 года правые партии потерпели поражение и «Демократы 66» вошли в левоцентристскую правящую коалицию, Элсе Борст 22 августа 1994 г. стала министром здравоохранения, социального обеспечения и спорта в правительстве Вима Кока. В феврале 1998 г. после того, как лидер партии «Демократы 66» Ханс ван Мирло подал в отставку, Борст была избрана на его место; под её руководством партия вышла на парламентские выборы 1998 года, где показала заметно худший результат, чем четырьмя годами ранее, однако всё равно осталась в составе правящей коалиции. Сама Борст была избрана депутатом и 19 мая заняла пост главы парламентской фракции партии, но уже через 11 дней отказалась от депутатского мандата, чтобы продолжить работу в должности министра; в новом правительстве, также с Вимом Коком во главе, она также занимала пост вице-премьера. В 2001 г. она заявила о том, что после выборов 2002 года завершит политическую карьеру. В конце 2002 года была награждена офицерской степенью Ордена Оранских-Нассау.
Во главе нидерландского здравоохранения Борст занималась в первую очередь проблемами медицинской этики. В 1996 году в Нидерландах была утверждена система донорских деклараций, в соответствии с которой каждый гражданин в возрасте 18 лет подписывает заявление о том, согласен ли он на донорское использование своих органов после смерти. В 1999 году вместе с министром внутренних дел Бенком Кортхалсом Борст представила законопроект о легализации эвтаназии, вступивший в силу три года спустя, — это был первый в мире закон о праве человека на добровольный уход из жизни в случае неизлечимого заболевания. В 2001 году по её инициативе был принят закон об использовании фетальных тканей. Борст также внесла ряд ограничений в продажу табачных изделий и курение в общественных местах. В конце своего министерского срока она работала над изменениями в системе медицинского страхования, благодаря чему в 2006 году в Нидерландах было введено базовое медицинское страхование для всех. Деятельность Борст встречала сопротивление правых политиков; в 2001 году в парламенте был вынесен на голосование вотум недоверия ей после того, как 14 апреля, в Страстную пятницу, вышло интервью с Борст в газете NRC Handelsblad, в котором политик, говоря о только что вступившем в силу законе об эвтаназии, сказала: «Свершилось» (нидерл. Het is volbracht), употребив те же слова, которые Иисус, согласно Новому Завету, произнёс на кресте; Борст извинилась, и вотум недоверия был отклонён.
После окончания политической карьеры Борст оставалась активным общественным деятелем. В частности, она была председателем Нидерландской федерации организаций больных раком (от онкологического заболевания умер её муж). В 2012 году Борст получила почётное звание государственного министра.

## Убийство
Борст была найдена убитой в гараже собственного дома, ей было нанесено 41 ножевое ранение. Расследование убийста зашло в тупик, но год спустя генетическая экспертиза показала совпадение найденной на месте преступления ДНК убийцы с ДНК 38-летнего преступника, арестованного в Роттердаме за убийство своей сестры. На суде обвиняемый заявил о том, что его преступление было «богоугодным деянием» (нидерл. goddelijke opdracht), поскольку он покарал бывшего министра за легализацию эвтаназии. К убийце присоединился пастор Восстановленной реформатской церкви Алберт ван Андел, назвавший покойную «ангелом смерти», пособницей «безбожных законов»; позднее пастор был отстранён от служения.

## Наследие
Именем Борст названа площадь (нидерл. Els Borst-Eilersplein) в Гааге. Имя Борст также получила программа партии «Демократы 66» по вовлечению женщин в активную политическую работу.